# Bánh mì gối

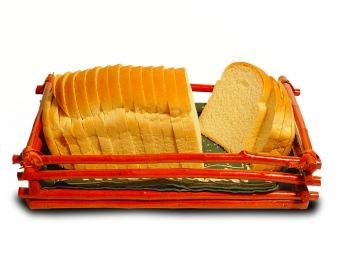
Những lát bánh mì

Bánh mì gối là một loại bánh mì được nướng trong khay. Sau khi nướng, nó được thái (xắt) lát thành từng lát bánh mỏng gọi là lát bánh mì và được đóng gói cho tiện lợi để dễ sử dụng. Kiểu bánh mì này lần đầu tiên được bán vào năm 1928, nó được quảng cáo là "bước tiến lớn nhất trong ngành công nghiệp nướng bánh từ bánh mì". Lát bánh mì rất tiện dụng trong ẩm thực, nó có thể dùng để thái lát dễ dàng cho việc chầy bơ, kem, gan xay... hay thuận lợi cho việc dùng để kẹp các món khác ăn chung với mì. Otto Frederick Rohwedder một người ở Davenport, Iowa, Mỹ đã phát minh ra lát bánh mì tại một thời gian đầu tiên máy cắt lát bánh mì. Một nguyên mẫu được xây dựng vào năm 1912 đã bị phá hủy trong một cơn hỏa hoạn. Sau đó,loại hình này được sử dụng thương mại đầu tiên là của Công ty Bánh Chillicothe, Missouri, nhà máy này sản xuất những lát bánh mì đầu tiên vào ngày 07 tháng 7 năm 1928. Đến nay loại hình bánh mì này đã trở nên phổ biến.